# Caicoletohoho
Caicoletohoho ist eine osttimoresische Aldeia im Suco Hatuquessi (Verwaltungsamt Liquiçá, Gemeinde Liquiçá). 2015 lebten in der Aldeia 198 Menschen.
Caicoletohoho liegt im Südwesten des Sucos Hatuquessi. Nördlich liegen die Aldeias Tautalo und Caidico und östlich die Aldeia Lebusalara. Im Süden grenzt Caicoletohoho an den Suco Leotala und im Westen an das Verwaltungsamt Maubara mit seinem Suco Vatuvou. Die Westgrenze bildet der Manobira, ein Nebenfluss des Lóis.
Das Ortszentrum des Dorfes Caicoletohoho liegt im Zentrum der Aldeia Caicoletohoho.

## Politik
2023 wurde Miguel Pereira Lobato zum Chefe de Aldeia gewählt.